# 매수 후 보유
매수 후 보유(Buy and hold)는 주식을 매수한 후 장기보유하는 투자 전략이다. 영어를 그대로 읽어 바이앤홀드 전략이라고도 부른다.
매수 후 보유 전략으로 유명한 워렌 버핏의 버크셔 해더웨이의 주가는 지난 37년 동안 매년평균 20%에 달하는 초과수익률을 내 주고 있다.
매수 후 보유(Buy and hold)전략은 주식을 산뒤 잊어버리라는 의미가 아니라, 늘 해당기업에 대한 뉴스를 점검하고 기업실적과 관련된 자료를 입수하여 분석해야만 기업의 문제점을 발견할 수 있고, 그것이 치명적인 상태로 발전하기 전에 조치를 취할 수 있다.
"일단 매수하면 잊어버린 채 영원히 보유하라"(Buy it, forget about it, and hold on to it forever)는 월가격언이 있다.